# ヴェヌーシア・T90
T90は、東風日産が製造、ヴェヌーシアブランドで販売している自動車である。

## 概要
2016年4月、北京モーターショーで発表した。2015年の上海モーターショーに出展したコンセプトモデル「VOW」を基に開発された。

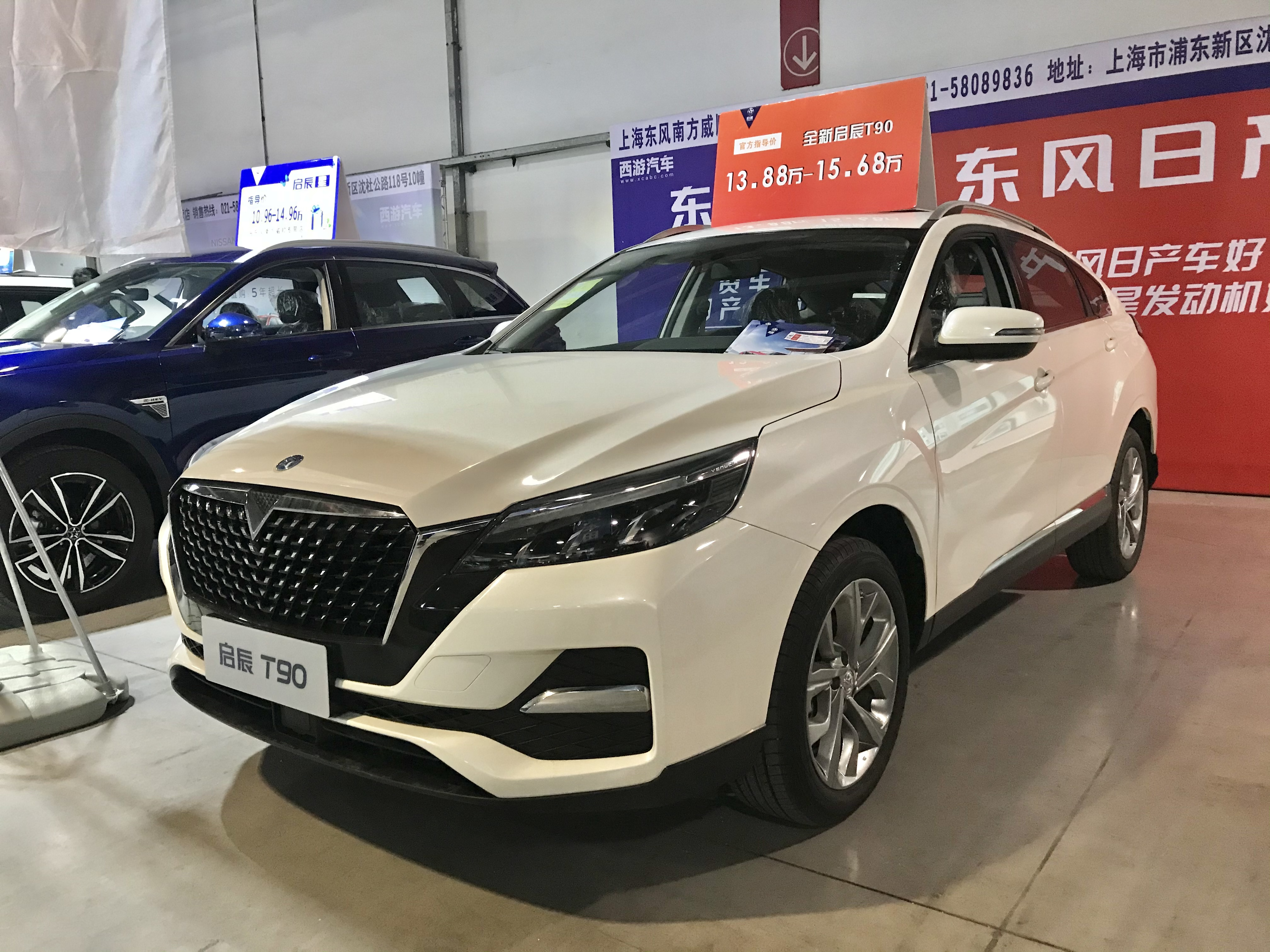
後期型（フロント）
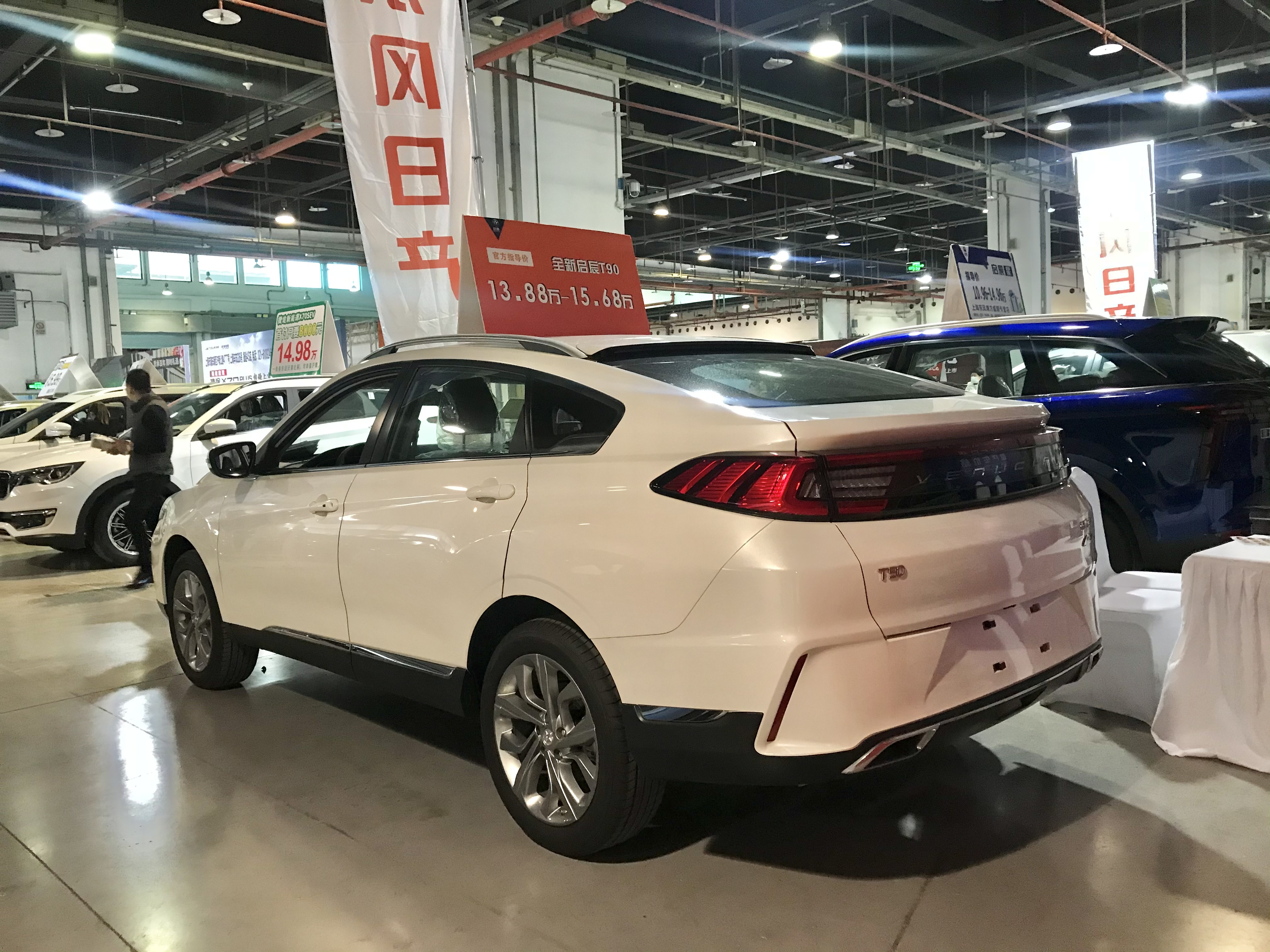
後期型（リア）